# NGC 5714
NGC 5714 is een spiraalvormig sterrenstelsel in het sterrenbeeld Ossenhoeder. Het hemelobject werd op 12 mei 1787 ontdekt door de Duits-Britse astronoom William Herschel.

## Synoniemen
- UGC 9431
- MCG 8-27-11
- ZWG 248.14
- FGC 1785
- IRAS 14363+4651
- PGC 52307